# Каде (станция метро)
Каде (фр. Cadet) — станция линии 7 Парижского метрополитена, расположенная в IX округе Парижа. Названа по одноимённой улице (фр. Rue Cadet).

## История
- Станция открылась 5 ноября 1910 года в составе первого пускового участка линии 7 Опера — Порт-де-ля-Виллет.
- В 2016 году станция принимала участие в первоапрельской акции, в ходе которой она на один день сменила название на «Рузелль»[2].
- Пассажиропоток по станции по входу в 2011 году, по данным RATP, составил 3 650 405 человек[3]. В 2012 году пассажиропоток снизился до 3 624 755 человек[4], а в 2013 году на станцию вошли 3 612 956 пассажира (144 место по уровню входного пассажиропотока в Парижском метро)[5].

## Галерея

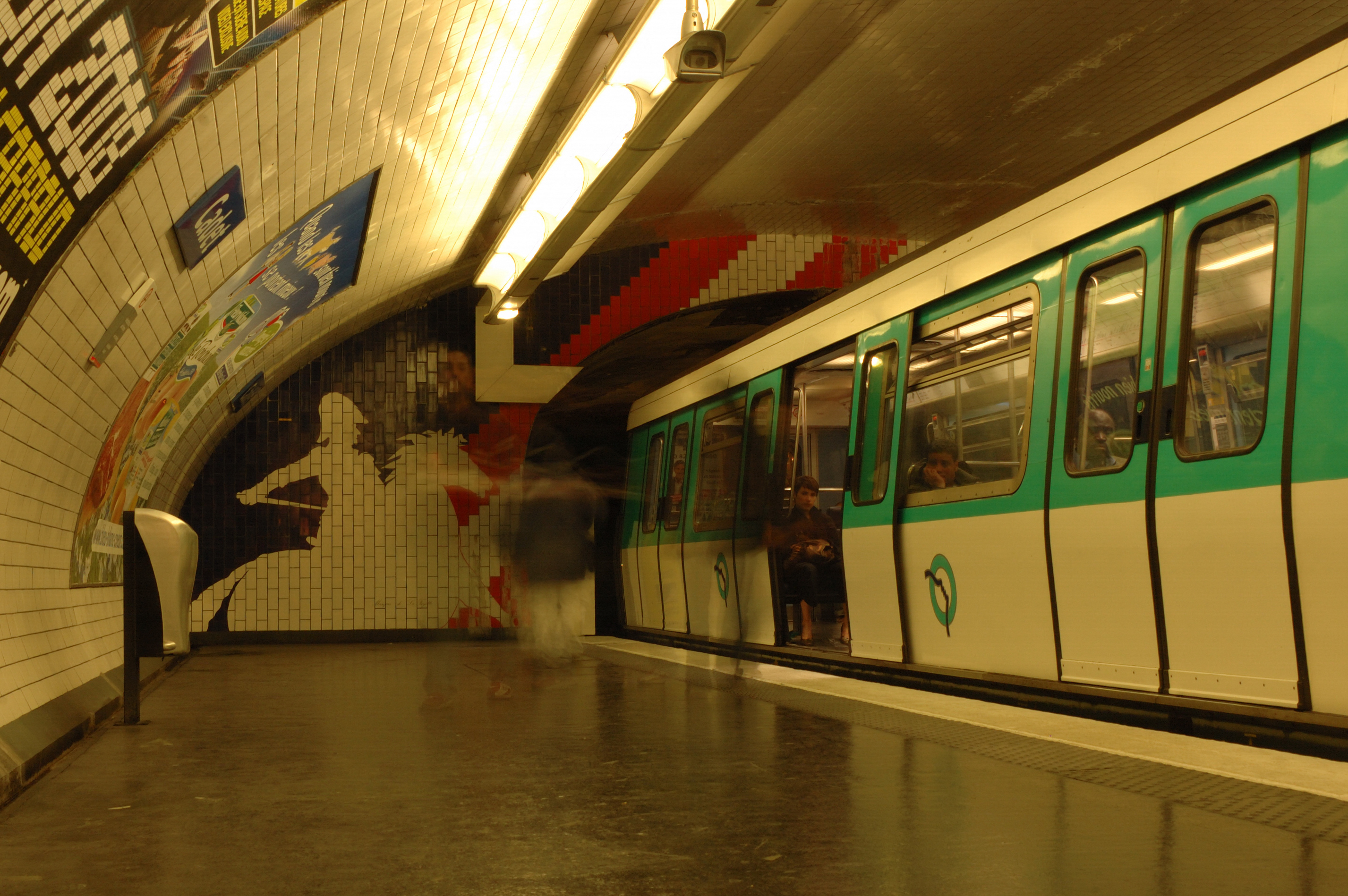
Состав модели MF 77 на станции
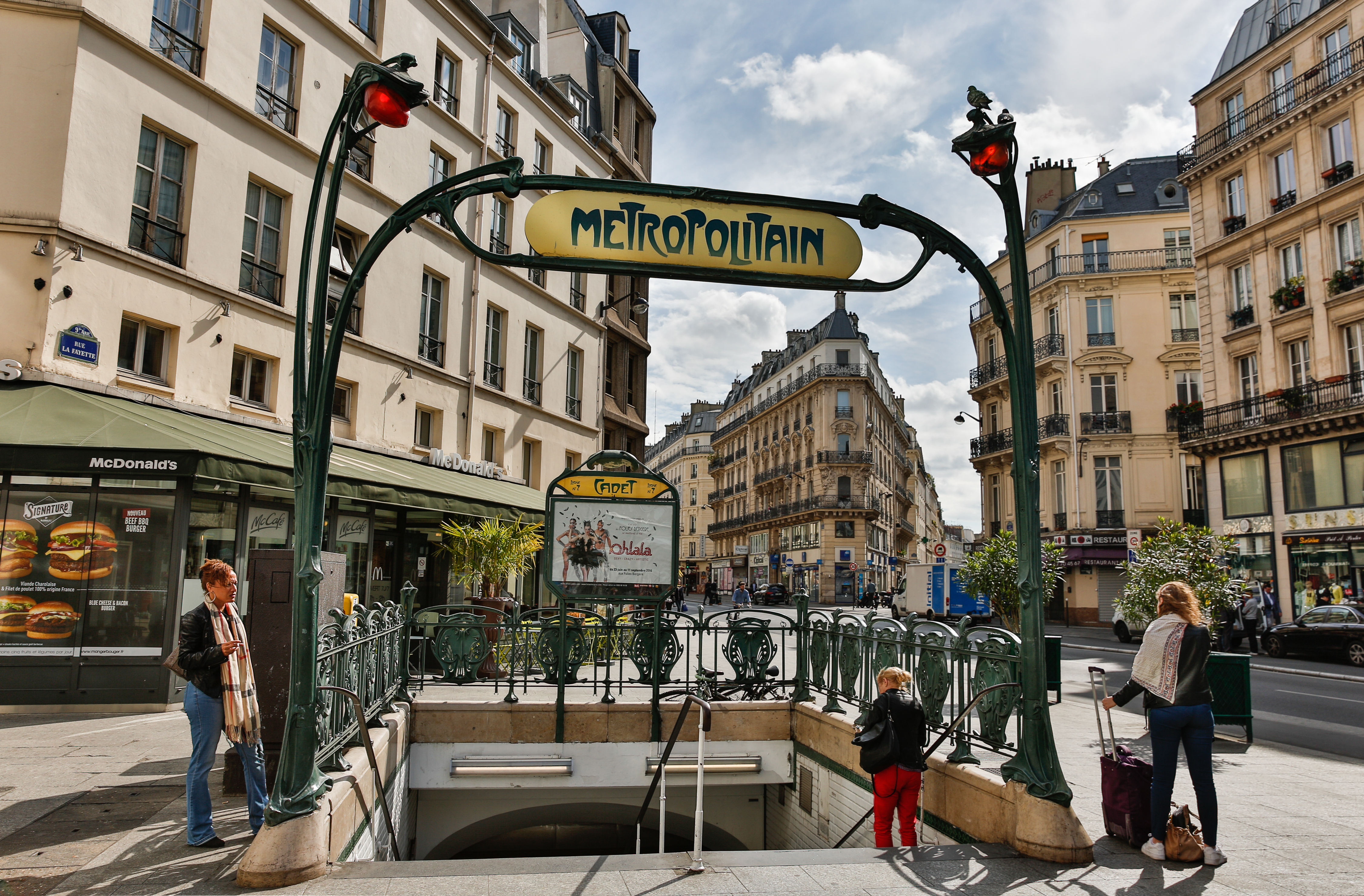
Лестничный сход